# Trepcza
Trepcza est une localité polonaise de la gmina et du powiat de Sanok en voïvodie des Basses-Carpates.

## Démographie
En 201, la population était de 1 146 habitants.